# Змінювач
«Змі́нювач» (англ. The Variant) — другий епізод першого сезону американського телесеріалу «Локі», заснованого на однойменному персонажа Marvel Comics. У цьому епізоді альтернативна версія Локі не може повернутися в свою часову лінію, і він тепер працює з Управлінням часовими лініями (УЧЗ), щоб вистежити втікача варіанту самого себе. Дія епізоду відбувається в Кіновсесвіті Marvel (КВМ), і він безпосередньо пов'язаний з фільмами франшизи. Сценарій до нього написала Елісса Карасик, а режисеркою стала Кейт Геррон.
Том Гіддлстон знову виконує роль Локі із серії фільмів, і головні ролі також виконують Софія Ді Мартіно, Ґуґу Мбата-Роу, Вунмі Мосаку, Юджин Кордеро, Саша Лейн, Тара Стронґ і Овен Вілсон. Геррон приєдналася до серіалу в серпні 2019 року. Зйомки проходили на Pinewood Atlanta Studios і в мегаполісі Атланти.
«Змінювач» був випущений на Disney+ 16 червня 2021 року.

## Сюжет
Локі приєднується до місії Управління часовими змінами (УЧЗ) на місце нападу побіжного варіанту його самого в 1985 році в Ошкош, Вісконсін. Вони виявляють, що Мисливиця УЧЗ C-20 була викрадена, але Локі зриває місію, затягуючи і намагаючись домовитися про негайну зустріч з Хранителями часу, які створили УЧЗ і Священну часову лінію. Він також просить запевнень в тому, що його не вб'ють після того, як Змінювач буде спійманий. Аналітик УЧЗ Мобіус М. Мобіус розуміє, що Локі бреше з приводу того, що Змінювач знаходиться поблизу, тому УЧЗ перезапускає цю відгалужену часову лінію.
Повернувшись в штаб-квартиру УЧЗ, суддя УЧЗ Равона Ренслеєр заперечує проти участі Локі, але Мобіус переконує її дати Локі ще один шанс. Вивчивши файли УЧЗ і дізнавшись про Раґнарок в Асґарді, у Локі з'являється теорія, що Змінювач ховається поруч з апокаліптичними подіями, де він може залишитися непоміченим з боку УЧЗ, тому що ніщо з того, що він може там робити, не зможе змінити часову шкалу. Локі і Мобіус доводять цю можливість, відвідавши Помпеї в 79 році нашої ери, де Локі попереджає місцевих жителів про прийдешнє виверження Везувію, не змінюючи часову лінію.
Використовуючи підказку, отриману в 1549 році в Екс-ан-Провансі після однієї з атак Варіанта, Локі і Мобіус роблять висновок, що Змінювач ховається під час урагану в 2050 році в Алабамі. Там в укритті від урагану Локі, Мобіус і агенти УЧЗ потрапляють в засідку Змінювача, який опановує тілами Мисливиці УЧЗ B-15 і інших місцевих жителів. У той час як Локі вступає в бійку з Змінювачем, інші агенти знаходять змучену Мисливицю С-20, яка говорить, що вона розкрила місцезнаходження Хранителів часу.
З'являється Змінювач — жіноче втілення Локі, і вона відкидає його пропозицію разом скинути Хранителів часу. Замість цього вона активує і відправляє кілька вкрадених зарядів перезавантаження часу в різні місця і точки Священної часової лінії, створюючи безліч нових відгалужених часових ліній і приводячи УЧЗ в замішання. Коли вона переміщується, Локі слідує за нею, ігноруючи заклик Мобіуса почекати.

## Виробництво

### Розробка
До жовтня 2018 року Marvel Studios розробляла міні-серіал за участю Локі (Том Гіддлстон) з фільмів Кіновсесвіту Marvel (КВМ). У листопаді генеральний директор Disney Боб Айґер підтвердив, що «Локі» знаходиться в розробці. У серпні 2019 року Кейт Геррон була найнята в якості режисера серіалу. Геррон і головна сценаристка Майкл Волдрон, поряд з Гіддлстоном, Кевіном Файґі, Луїсом Д'Еспозіто, Вікторією Алонсо і Стівеном Бруссард стали виконавчими продюсерами. Сценарій до епізоду, який називається «Змінювач», написала Елісса Карасик. 

### Сценарій
Мобіус - це той, кому, можливо, вперше в житті [Локі], він думає, можна довіряти, і, можливо, довіряє йому, і він не хоче зраджувати цю довіру. Але водночас він має бачити, що відбувається. Він не може не піти за нею, тому що це занадто дивно і викликає в ньому стільки цікавості.
Овен Вілсон розповів про зростаючу дружбу між Мобіус М. Мобіус і Локі, сказавши, що, хоча відносини «нерівні», вони «добре зароблені тим, що вони дійсно змушують один одного проходити через речі, які виснажують і засмучують», і обидва відчувають взаємне захоплення одне одним. Гіддлстон додав, що Мобіус здатний протистояти Локі «без осуду або без будь-яких емоційних вкладень» і кинути йому інтелектуальний виклик. Їхні стосунки також будуються на інформації, оскільки Локі має уявлення про Змінювачку, в той час як Мобіус може дати Локі інформацію про Управління часовими змінами (УЧЗ). Розкриття Софії Ді Мартіно як Змінювачки в епізоді було способом Волдрон продовжити «створення захоплюючої поїздки» в серіалі, оскільки її введення «перетасував б колоду шоу», рухаючись вперед.

### Кастинг
Головні ролі в епізоді виконують Том Гіддлстон (Локі), Софія Ді Мартіно (Змінювачка), Ґуґу Мбата-Роу (Равона Ренслеєр), Вунмі Мосаку (Мисливиця B-15), Юджин Кордеро (Кейсі), Саша Лейн (Мисливець C-20), Тара Стронґ (голос Міс Хвилинки) і Овен Вілсон (Мобіус М. Мобіус).:49:49–50:29 Також в епізоді з'являється Ніл Елліс (Мисливець D-90) і кілька акторів, які грають перехожих, яких контролює Змінювачка: Остін Фрімен (Ренді), Луцій Бастон і Гоук Волтса (безіменні покупці).:51:15

### Зйомки і візуальні ефекти
Зйомки проходили в павільйонах студії Pinewood Atlanta в Атланті, Джорджія,:9 де режисером стала Геррон, а Отем Дюральд Аркапоу виступила в якості оператора.:2 Натурні зйомки проходили в мегаполісі Атланти, включаючи готель Atlanta Marriott Marquis, який був використаний в якості штаб-квартири УЧЗ. Девід Фінчер справив великий вплив на серіал для Геррон і Аркапоу; підхід, який вони використовували для зйомок Локі, читає файли під час епізоду, був відсиланням до фільму «Сім» (1995).
Раян Паркер з «The Hollywood Reporter» відчував, що момент, коли Локі бачив, як Змінювачку передавала свої сили серед людей, торкаючись до них, був прямим оммажем до фільму «Той, що занепав» (1998), у якому є аналогічна сцена. Коли Змінювачка опановує мисливицею B-15 в цій сцені, Мосаку заснувала свій виступ на Гіддлстоні, так як в цей момент глядачі не знали, що Варіант була «класичним Локі». Вона сказала, що на зйомку цього епізоду пішло «багато днів і багато ночей». Візуальні ефекти були створені компаніями Crafty Apes, Method Studios, Cantina Creative, Luma Pictures, Rodeo FX, FuseFX і Rise.:52:25–52:45

### Музика
В епізоді присутня «Сюїта № 3 ре мажор, BWV одна тисяча шістьдесят вісім» Йоганна Себастьяна Баха, що є додатковою відсиланням Геррон до фільму «Сім», оскільки вона теж звучала в цьому фільмі. Також в епізоді використовувалася «18 п'єс, опус 72» Петра Чайковського у виконанні терменвокса Клари Рокмор і її сестри, піаністки Наді Рейзенберґ; терменвокс був одним з інструментів, в якому Геррон і композитор серіалу Наталі Холт були зацікавлені для створення музики до серіалу.:52:55 Також на початку епізоду звучить пісня Бонні Тайлер «Holding Out for a Hero». 

## Маркетинг
Після виходу епізоду Marvel анонсувала товари, натхненні цим епізодом, в рамках своєї щотижневої акції «Marvel Must Haves» для кожного епізоду серіалу, включаючи Funko Pops у вигляді Равони Ренслеєр, Міс Хвилинки і Мисливиці B-15, фігурку у вигляді Локі від Hot Toys, одяг і аксесуари. 

## Випуск
«Змінювач» був випущений на Disney+ 16 червня 2021 року. 

## Сприйняття

### Глядацька авдиторія
Компанія Nielsen Media Research, яка вимірює кількість хвилин, які глядачі США переглядають на телевізорах, назвала Локі найпопулярнішим оригінальним потоковим серіалом за тиждень з 14 по 20 червня 2021 року. 886 мільйонів хвилин було переглянуто протягом перших двох доступних епізодів, що на 21% більше, ніж за попередній тиждень.

### Оцінки критиків
Агрегатор рецензій Rotten Tomatoes присвоїв епізоду рейтинг 100% із середнім балом 7,84 / 10 на основі 23 відгуків. Консенсус критиків на сайті говорить: «Після насиченої експозицією прем'єри трохи дивно, скільки "Змінювачці" потрібно зробити для завершення тієї самої експозиції, але один швидкий сюжетний поворот швидко переводить історію в режим гіпердрайву». 
Алан Сепінуолл з «Rolling Stone» відчув, що після настройки серіалу, необхідної в першому епізоді, «Змінювач» дозволив серіалу «влаштуватися», ставши «поліцейським шоу про подорож у часі». Сепінуолл сподівався, що це не буде весь серіал, і вважав, що до кінця епізоду це буде тільки один аспект Локі. Він відчував, що сцени в Roxxcart часом були «більш млявими, ніж напруженими», але введення Ді Мартіно передбачало, що «далі буде трохи веселіше». Дизайн УЧЗ продовжував виділятися для Сепінуолла, називаючи його «найбільш вражаючою частиною всього шоу». Давши епізоду 7 балів з 10, сіддханти Адлаха з IGN сказав, що комедійні моменти серіалу залишалися як і раніше «на висоті», в той час як «його драматичне марнославство все ще здається наполовину спечений». Як і Сепінуолл, він відчував, що серіал встановлює свій тон, стверджуючи, що між різними місцями дії, костюмами, часом і рухами акторів «Локі» відчувався «гібридом між поліцейським процедуралом і робочим сіткомом», порівнюючи деякі сцени, де Локі навчається в УЧЗ, з псевдодокументальний короткометражними фільмами «Команда Тора». У сценах в Roxxcart різні актори виконували ролі Змінювачки. Адлаха додав, що ці сцени «схиляється до самосознательного жаху, але вона також встановлює, наскільки насправді мізерна схема Локі з повалення Хранителів часу, в порівнянні з планом Змінювачки».
Керолайн Сіде з The AV Club вважала «кумедним», що серіал «Сокіл і Зимовий солдат» описували як «шоу про приятелів-поліцейських», коли це опис більше підходило для «Локі», оскільки у Гіддлстона і Вілсона була «набагато цікавіша динаміка». «Змінювач» зробив кращу роботу по створенню задуму серіалу, ніж прем'єрний епізод, за словами Сіде, хоча в ньому все ще було багато експозиції і менше підривного гумору, ніж в прем'єрі. Довгі сцени з діалогами, особливо з Локі і Мобіус, які починалися з гідроциклів і закінчувалися природою існування, були родзинкою, оскільки від цього всі персонажі «відчувалися більш обжитими». Для Сіде розкриття Ді Мартіно підтвердило, що серіал буде «повний поворотів і викриттів», і те, що Змінювачка підірвала Священну часову лінію, було «хвилюючим кліфгенґер», який передбачав, що серіал не буде просто мати процедуральних структуру і ще не показав, хто насправді буде героями і лиходіями. Сіде дала епізоду оцінку «В+». Енді Велш з «The Guardian» назвав екранну хімію між Гіддлстоном і Вілсоном «найбільшою силою» серіалу, заявивши, що їх «відносини в стилі кішки-мишки» нагадують відносини Френка Абігнейла-мл. і Карла Хенретті у фільмі «Спіймай мене, якщо зможеш» (2002). Велш також висловив думку, що протистояння Локі із збіглим варіантом самого себе було «приємним і блискуче зіграно Гіддлстоном». Лорен Морган з «Entertainment Weekly» сказала: «Другий епізод як і раніше сильно навантажений експозицією, що трохи турбує, так як їх всього шість, але сюрприз в кінці цього обіцяє запустити сюжет на повну потужність».